# Schlacht von Overloon

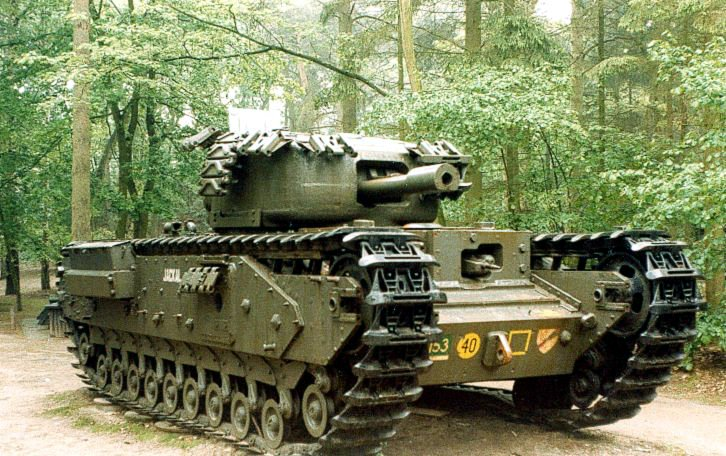
Während der Schlacht beschädigter britischer Churchill-Tank

Die Schlacht um Overloon fand im Rahmen der Operation Constellation im September/Oktober 1944 während des Zweiten Weltkrieges in den Niederlanden statt. Es war die größte Panzerschlacht auf niederländischem Boden.

## Ausgangssituation
Nach der teilweise misslungenen Operation Market Garden im September 1944 versuchten die Alliierten, aus dem gewonnenen Korridor nach Osten auf die deutsche Reichsgrenze vorzustoßen. Durch die deutsche Wehrmacht wurde deshalb der Bereich zwischen der Linie Eindhoven–Nijmegen und der Maas umgehend verstärkt. 

## Die Schlacht
Die britische 8. Armee mit ihren unterstellten Einheiten erhielt den Auftrag, die deutschen Kräfte zwischen Overloon und Roermond vernichtend zu schlagen. 
Am 24. September 1944 erreichten die ersten britischen Truppen den Ort Overloon. Nach ersten Gefechten und einsetzendem alliierten Artilleriefeuer wurden die Bewohner der Ortschaft durch die deutschen Truppen evakuiert.
Nach Heranführen der 7. US-amerikanischen Panzerdivision und deren Zusammenschluss mit der britischen 11. Panzerdivision begannen die Alliierten ihren Angriff. Ab dem 30. September kam es zwischen den Einheiten der alliierten Panzerdivisionen und der deutschen 107. Panzerbrigade zu einer mehrtägigen Panzerschlacht, die erst am 8. Oktober endete. Aufgrund von großen Verlusten zogen sich die alliierten Truppen zunächst zurück. 

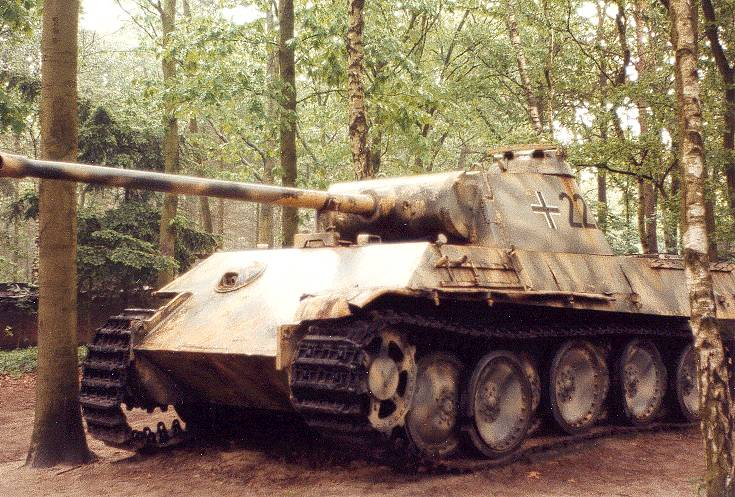
In den Straßenkämpfen von Overloon zerstörter deutscher Panther-Panzer

Im Rahmen der Operation Constellation begann am 12. Oktober unter starkem Artilleriefeuer mit Luftunterstützung dann erneut der Angriff auf das Dorf Overloon. Nach erbitterten Nahkämpfen wurde der Ort am 15. Oktober durch die alliierten Truppen eingenommen. Hierbei wurde der Ort größtenteils zerstört. Nach weiteren für beide Seiten verlustreichen Nahkämpfen in den Wäldern südlich von Overloon stießen die alliierten Truppen weiter in Richtung Venray vor.

## Museum
Südlich des Ortes wurde 1946 auf einem Teil des ehemaligen Schlachtfeldes das Oorlogs- en Verzetsmuseum eingerichtet. Ausstellungsstücke waren zunächst das nach der Schlacht zurückgebliebene Kriegsgerät (s. Bilder). Das Museum erhielt 1960 nationalen Status.